# Chhapahile
Chhapahile (en népalais : छापाहिले) est un comité de développement villageois du Népal situé dans le district de Gulmi. Au recensement de 2011, il comptait 3 252 habitants.